# Eparch
Eparch (griechisch ἔπαρχος – eparchos) war ein Vorgesetzter und Befehlshaber, insbesondere der Statthalter einer Provinz.
Die Eparchie war die Würde eines Eparchen und auch der zugeordnete Verwaltungsbezirk. Das Byzantinische Reich war in seiner älteren Zeit in 64 Eparchien eingeteilt, von denen statistische Übersichten erhalten sind:
- Synekdemos von Hierokles, wohl aus der Zeit des Kaisers Justinian I.
- Georgios Cyprius (um 600 n. Chr.)

Das Königreich Griechenland besaß bis 1886 59 Eparchen, die dann abgeschafft wurden, bis auf eine kurze Wiedereinführung vom Mai 1891 bis Juli 1892.
Das Amt ist auch aus byzantinisch beeinflussten Staaten, wie Makuria (mittelalterlicher Staat im Sudan), bekannt. Dort hatte der Eparch von Nobatia eine wichtige Funktion.